# Gloriosa modesta
Gloriosa modesta är en tidlöseväxtart som först beskrevs av William Jackson Hooker, och fick sitt nu gällande namn av John Charles Manning och Annika Vinnersten. Gloriosa modesta ingår i släktet Gloriosa och familjen tidlöseväxter. Inga underarter finns listade i Catalogue of Life.